# Ахмадзаи (гильзаи)
Ахмадзаи — клан пуштунского племенного объединения гильзаев в Афганистане. Ранее рассматривались как полунезависимая часть племени сулейманхель, но в настоящее время считаются отдельным племенем (сами ахмадзаи противостоят попыткам найти у них общих предков и рассматривают сулейманхель как мужланов, а те считают ахмадзаев хитрыми позёрами).

## Расселение
Ахмадзаи, вместе с другими племенами, отделившимися от сулейманхеля, обитают на севере области расселения гильзаев, на северо-востоке достигая бассейна реки Кабул, вплоть до равнин Лагмана, где разместились ахмадзаи из рода джабархель. Родиной ахмадзаев считается долина реки Логар, но демография этой экономически тесно связанной с Кабулом территории является почти столь же смешанной, как и в Лагмане, хотя в низовьях долины и доминируют ахмадзаи из рода мусахель, центром которых является боковая долина реки Кабул, Сурхаб. По преданиям ахмадзаев из Яхьяхеля, именно они начали заселение ахмадзаев в этом регионе, вытеснив «тюрок» (которыми они считают пуштунов-ормур), якобы заселённых туда Махмудом Газневи в X веке.
От Логара область расселения ахмадзаев идёт через хребет Альтимур к Гардезу, через горы Азра[уточнить] в Хесарак, на восток через Шутур-Гардан[уточнить]. В 1970-х годах ахмадзаи продолжали расширять свою территорию, в основном через заселение ахмадзаи-кочевниками из-под Джелалабада и Хоста летних пастбищ, в том числе на земле, выделенной в Логаре государством. При этом селения ахмадзаев на «родине» в Логаре зачастую поддерживаются доходами, полученными от собственности в других местах, в Среднеафганских горах и по другую сторону Гиндукуша, обретённой после того как пуштуны получили возможность перемещаться туда в конце XIX века.

## Политика
Многие известные афганские политики происходят из ахмадзаев, в их числе президенты M. Наджибулла (1987—1992) и А. Гани (2014—2021).
Упоминания в английских источниках о том, что ахмадзаи из рода джабархель являются «правителями» всех гильзаев, ошибочно.
Ахмадзаи политически фрагментированы в связи с их недавним кочевничеством и разбросанным расселением.